# 아르노 보볼렌타
아르노 보볼렌타(프랑스어: Arnaud Bovolenta, 1988년 9월 6일~)는 프랑스의 프리스타일 스키 선수로 주 종목은 스키크로스이다. 2014년 동계 올림픽 스키크로스 종목에서 은메달을 획득했다.